# Medusa Knopf
Medusa Sabine Knopf (* 19. Februar 1976 in Willich) ist eine deutsche Schauspielerin.

## Leben
Medusa Knopf arbeitete zunächst in der Gastronomie und im Polizeidienst. Während und nach der Schauspielausbildung an der Theaterakademie Köln von 2015 bis 2019 wirkte sie in Theater-, Fernseh- und Filmproduktionen mit, darunter 2016 und 2017 in einer dauerhaften Hauptrolle in der Scripted-Reality-Serie Verdächtig – Knopf und Team übernehmen, die bei Sat.1 ausgestrahlt wurde. In der 2023 erschienenen Martin-Amis-Verfilmung The Zone of Interest spielte sie die Rolle der Elfryda/Elfriede.
Medusa Knopf lebt in Köln und ist Mutter von zwei Kindern.

## Filmografie (Auswahl)
- 2016–2017: Verdächtig – Knopf und Team übernehmen (Scripted Reality)
- 2018: Parfum (Fernsehserie)
- 2018: Die Martina Hill Show (Fernsehsendung)
- 2019: Die Spur der Mörder (Fernsehfilm)
- 2019: Unter Uns (Fernsehserie)
- 2019: Schicksale – und plötzlich ist alles anders (Fernsehserie)
- 2019–2021: Auf Streife – Die Spezialisten (Scripted Reality)
- 2021: Algiers Confidential – Ein paar Tage Licht (Fernsehserie)
- 2023: The Zone of Interest
- 2024: Unter uns (Fernsehserie) Folge 7315 und 7316